# Fruitdale (Dakota Południowa)
Fruitdale – miasto w Stanach Zjednoczonych, w stanie Dakota Południowa, w hrabstwie Butte.